# Табивере (волость)
Табивере (эст. Tabivere ) — бывшая волость в Эстонии в составе уезда Йыгевамаа.

## Положение
Площадь волости — 201 км², численность населения на 1 января 2010 года составляла 2454 человек.
Административный центр волости — посёлок Табивере. Помимо этого, на территории волости находится ещё 24 деревни.